# Victor Burgin
Pour les articles homonymes, voir Burgin.
 (janvier 2024).
Si vous disposez d'ouvrages ou d'articles de référence ou si vous connaissez des sites web de qualité traitant du thème abordé ici, merci de compléter l'article en donnant les références utiles à sa vérifiabilité et en les liant à la section « Notes et références ».
Victor Burgin, né à Sheffield, Royaume-Uni, en 1941, est un artiste et un écrivain britannique.
Son travail transdisciplinaire relie les médias, la culture et l’art.

## Biographie
Victor Burgin étudie au Royal College of Art à Londres (1962-65) et à Yale aux États-Unis (1965-67). Il enseigne à Trent Polytechnic de 1967 à 1973 et à la School of Communication, Polytechnic of Central London de 1973 à 1988. De 1988 à 2001, Burgin vit et travaille à San Francisco. Il enseigne dans le programme d'histoire de la conscience à l'université de Californie à Santa Cruz, où il devient professeur émérite d'histoire de la conscience. En 2000, il est titulaire de la chaire Robert Gwathmey en art et architecture, The Cooper Union for the Advancement of Science and Art, New York. De 2001 à 2006, il est professeur Millard de beaux-arts au Goldsmiths College de l'université de Londres. Il est actuellement professeur en études visuelles à la Winchester School of Art de l'université de Southampton.
Son travail en arts médiatiques et art conceptuel est exposé dans des musées et galeries partout dans le monde. Parmi ses ouvrages, mentionnons: Thinking Photography, Between, The End of Art Theory: Criticism and Postmodernity, In/Different Spaces: Place and Memory in Visual Culture, Shadowed, Some Cities , The Remembered Film traduit en français sous le titre Le film qui me reste en mémoire, Afterlife.

## Récompenses et distinctions
- En 1986, Burgin est nommé pour le Turner Prize pour ses expositions à l'Institute of Contemporary Arts de Londres et la Kettle's Yard Gallery de Cambridge ainsi que pour une collection de ses écrits théoriques (The End of Art Theory) et une monographie de son travail visuel (Between)
- 2005 doctorat honorifique de l'université Sheffield Hallam (Hon. DUniv).
- 2010 : docteur honoris causa de l'université de Liège[2]